# 麥德羅
麥德羅（英語：Robert Mak Tak Law，1958年12月10日—） ，香港男演員。

## 簡歷
麥德羅擁有中國和阿拉伯血統，在家中排行最大，有五個弟妹，其弟是演員麥德和，早年在香港島華富邨、北角北角邨西座及九龍馬頭圍邨成長，曾就讀官立嘉道理爵士小學、伊斯蘭脫維善紀念中學、佛教慈航中學和萃華英文書院。於1978年中學畢業後投考第二期邵氏動作演員訓練班，同年10月參加由無綫電視舉辦的《全港公開熱潮舞蹈創作比賽》奪得冠軍而成名，有「香港舞王」之稱號，後簽約邵氏電影公司為旗下基本合約演員，並代表香港到英國倫敦參加12月舉行的「1978世界熱潮舞蹈大賽」（The World Disco Dancing Championships 1978（页面存档备份，存于）），結果名列第四名殿軍。
1987年，麥德羅代表柔功門參加第一屆亞洲武術錦標賽（套路表演比賽），獲得季軍並赴日作賽。（應是香港區季軍及赴日參加決賽）
2016年，麥德羅與王維德組成「好德兄弟」推出歌曲及舉行演唱會。

## 個人生活
麥德羅曾有一段婚姻育有一子 ，2006年跟內地妻子離婚。
2019年，他原定計劃跟女友劉麗萍結婚，但因社會局勢及情緒不穩，要暫時將婚禮擱置。
2020年7月，麥德羅和劉麗萍出席富臨生日宴後確診2019冠狀病毒病，留醫伊利沙伯醫院。61歲麥德羅病情嚴重，而57歲劉麗萍則並無病徵。8月1日，麥德羅接獲通知可以出院，他在社交媒體感謝醫護人員的照顧。

## 電視劇

#### 無綫電視
| 年份   | 劇名       | 角色                |
| 1978年 | 師姐出馬   | 中學生（第11集）    |
| 1979年 | 天虹       | 舞王Paul（第15集）  |
| 1980年 | 山水有相逢 | Robert（客串第7集） |

#### 亞洲電視
| 年份   | 劇名       | 角色   |
| 1985年 | 群芳頌     | 范光宗 |
| 1986年 | 我兒萬歲   | 男主角 |
| 1987年 | 少林五壯士 | 童千斤 |
| 1989年 | 闊少爺當差 | 朱金波 |
| 2002年 | 法內情2002 | 王志剛 |

#### 香港電台
| 年份   | 劇名           | 角色       |
| 1983年 | 香港香港：困獸 | 男主角華仔 |

#### 台灣
| 年份   | 劇名                   | 角色         |
| 1985年 | 紅粉佳人               | 歐陽雁       |
| 1986年 | 新西螺七劍             | 鄂必隆       |
| 1986年 | 情海恩仇               | 男主角李霖   |
| 1987年 | 護花使者               | 男主角安天命 |
| 1996年 | 千秋英烈傳             | 風之影       |
| 1997年 | 中原鏢局第二部義薄雲天 | 歐陽無敵     |
| 1997年 | 康熙情鎖金殿           | 胤祥         |
| 1998年 | 施公奇案 - 施公嫁妹    | 岸同         |

#### 內地
| 年份   | 劇名     | 角色   |
| 2007年 | 城市英雄 | 李俊杰 |

#### 其他電視劇
- 2020年《戰毒》飾演 明哥

### 電視節目
- 1984年《美髪小姐競選總決賽》（亞洲電視）演出
- 1986年《齊心顯光芒 亞視台慶邁向第五年》（亞洲電視）演出
- 2009年《由1967開始》（無綫電視）第10集
- 2013年《今日VIP》（無綫電視）第70集嘉賓
- 2017年《麥運成功迎新春》（有線電視）
- 2020年《流行經典50年》（無綫電視）2月2日 / 3月22日 / 5月24日嘉賓

## 電影
| - 1976年《少林寺》 - 1978年《殘缺》 - 1979年《七煞》 - 1979年《金臂童》 飾 七殺谷賊黨 - 1979年《廣東十虎與後五虎》 飾 清廷衛士 - 1979年《風流斷劍小小刀》 - 1980年《摩登土佬》 飾 漢堡飽 - 1981年《武館》 飾 王隱林 - 1981年《I.Q.笨蛋》 - 1981年《單程路》 飾 阿昌 - 1981年《長輩》 - 1982年《卒仔抽車》 - 1982年《八十二家房客》 - 1982年《賊王之王》 飾 李察波 - 1983年《掌門人》 - 1984年《五郎八卦棍》 飾 楊三郎 - 1984年《霹靂雷電》 - 1984年《連體》 飾 米高 - 1984年《摩登表姐》 - 1984年《洪拳大師》 飾 盧瓜四 - 1985年《威龍猛探》 - 1986年《茅山學堂》 - 1987年《魔高一丈》 - 1987年《不是冤家不聚頭》 飾 周身動 - 1987年《歡樂5人組》 - 1988年《虎穴奇兵》 - 1988年《虎膽群英》 - 1988年《義膽紅唇》 - 1989年《龍虎雙霸天》 - 1989年《玫瑰百合牽牛花》 - 1990年《色鬼投胎》 - 1990年《她從對岸來》 - 1990年《老虎出更2》 飾 蛇仔明 - 1990年《義不容辭》 飾 小麥 - 1991年《天使風雲》 - 1991年《血債》 - 1991年《烈火迷情》 - 1991年《魔唇劫》 飾 阿發 - 1992年《還看今朝》 - 1992年《死亡列車》 飾 森島一郎 - 1992年《辣手梟雄》 - 1992年《情慾世界》 - 1992年《奇案實錄白色通道》 - 1993年《末路驚情》 飾 劉軍 - 1993年《縱橫天下》 - 1993年《人鬼搭檔》 - 1993年《拉開鐵幕》 - 1994年《神鳳苗翠花》 - 1994年《蛇妖顯靈》 - 1995年《龍虎之戰》 | - 1996年《步步殺機》 - 1996年《喋血劫花》 - 1997年《霹靂戰士》 - 1997年《暴逆先鋒》 - 1997年《罪惡人生》 - 1997年《玫瑰殺手》 - 1998年《血仍是冷》 飾 歐陽剛 - 1998年《毒吻》 - 1998年《即時行刑》 - 1998年《奪命女煞星》 - 1998年《辣妹天使》 - 1999年《如果還有明天》 - 2000年《殺手輓歌》 飾 徐峰 - 2000年《生死拳速》 - 2000年《風雲毒玫瑰》 - 2000年《潛龍奪寶》 - 2001年《畫魂纏身》 - 2002年《一本未完的漫畫》 - 2002年《豹在江湖之復仇》 - 2003年《換妻換上癮》 - 2003年《拳王》 - 2006年《緣定今生》 飾 謝正武 - 2010年《截拳道》 - 2014年《喜愛夜蒲3》 飾 富商 - 2015年《踏血尋梅》 飾 馬生 - 2017年《五個校花兩個爸》（網絡電影）飾 Robert哥 |

## 音樂作品

### 歌曲
- 2015年 《阿郎戀曲》
- 2016年「好德兄弟」麥德羅、王維德《JAM德起（页面存档备份，存于）》（霹克好德兄弟演唱會 主題曲）
- 2018年「好德兄弟」麥德羅、王維德《火氣尚在》（超時空那些年電影 主題曲）

### 演唱會
- 2011年6月14日《香港酒廊輝煌歲月演唱會》（香港文化中心音樂廳）
- 2013年9月3日《香港好聲音演唱會2013》（荃灣大會堂演奏廳）
- 2016年4月10日《MY環球心靈音樂會》（九龍灣國際展貿中心）
- 2016年6月3日《霹克好德兄弟演唱會》（九龍灣國際展貿中心）
- 2017年7月21日《我們的K歌演唱會》（九龍灣國際展貿中心）

### 歌舞劇
- 1991年4月26-28日《油脂》（文化中心）[17]

## 獎項
- 1978年　TVB《全港公開熱潮舞蹈創作比賽》冠軍
- 1978年 《1978世界熱潮舞蹈大賽》第四名殿軍
- 1981年　華僑晚報主辦第二十五屆《十大影劇明星十大電視明星頒獎禮》獲「十大影劇明星金球獎」[18][19]
- 1987年　第一屆亞洲武術錦標賽 季軍（香港區）[12]

## 外部連結
- 麥德羅的Facebook專頁（页面存档备份，存于）
- 麥德羅在香港影庫上的簡介
- 麥德羅在互联网电影资料库（IMDb）上的資料（英文）
- 麥德羅在豆瓣上的资料（简体中文）